# بوريسكال (كوستاريكا)

مقاطعة بوريسكال في محافظة سان خوسيه

بوريسكال المقاطعة الرابعة لمحافظة سان خوسيه، كوستاريكا. (بالإسبانية: puriscal)‏ وتعني زهرة الفاصولياء. و المدينة الرئيسية للمقاطعة هي مدينة سانتياغو. و تبلغ مساحة المقاطعة 553.66 كم² ، يخططها من الشمال الأقصى نهر شوكاس، ويحددها نهر شيريس من الجنوب حيث محافظة بونتاريناس، وتتضمن بورسيكال الجزء الأساسي لسلسلة الجبال الساحلية وهذه المقاطعة تعدّ مخنوقة نظرا لعدم وجود أي مخرج إلى البحار، ويبلغ عدد سكانه 31,202 نسمة. فقط 18% من سكان المقاطعة يعيشون في المناطق المدنية، حيث يقطنها 20.2 من الأطفال دون سن العاشرة و 7.4% فوق الـ65 من كبار السن. و قد أسست بقرار قضائي في 7 آب 1868.

## المناطق
تقسم مقاطعة بوريسكال إلى تسع مناطق وهي :
1. سانتياغو
2. ميرسيديس الجنوبية
3. بَربَكواس
4. غريفو آلتو
5. سان رافاييل
6. كانديلاريتا
7. ديسامباراذيتوس
8. سان أنطونيو
9. شيريس